# Vulgar Display of Power
Vulgar Display of Power är ett album från 1992 av metalgruppen Pantera från USA.

## Låtlista
Samtliga låtar skrivna av Pantera.
1. "Mouth for War" – 3:56
2. "A New Level" – 3:57
3. "Walk" – 5:15
4. "Fucking Hostile" – 2:49
5. "This Love" – 6:32
6. "Rise" – 4:36
7. "No Good (Attack the Radical)" – 4:50
8. "Live in a Hole" – 4:59
9. "Regular People (Conceit)" – 5:27
10. "By Demons Be Driven" – 4:39
11. "Hollow" – 5:45

## Medverkand
- Philip Anselmo - sång
- Dimebag Darrell - gitarr
- Vinnie Paul - trummor
- Rex - elbas